# Керол Хајн
Керол Хајн (Британска Колумбија, 16. новембар 1980) је канадска рвачица и олимпијски победница. На Олимпијским играма 2008. у Пекингу освојила је златну медаљу, а четити године касније у Лондону била је бронзана. Једанаестострука је првакиња Канаде, 2000-02. и 2004-2011. На Светском првенству освојила је једно сребро и три бронзе. На Панамеричким играма златом се окитила 2007. и 2011, а злато има и са Игара Комонвелта из 2010. Након игара у Лондону повукла се из спорта и посветила трнерском раду.

## Рееференце
1. ↑  „Керол Хајн - Олимпијски комитет Канаде”. Олимпијски комитет Канаде. Приступљено 2016-11-14.